# Kandy (dystrykt)
Kandy (dystrykt) (syng. මහනුවර දිස්ත්‍රික්කය, tamil. கண்டி மாவட்டம்) to okręg administracyjny w Sri Lance w Prowincji Centralnej. Głównym miastem jest Kandy.